# Съвет на Великите боили
 Тази статия е за българския болярски държавен орган.  За руския болярски държавен орган вижте Болярска дума.  
Великият болярски съвет е държавен орган към владетеля (царя) по времето на Първата и Втората българска държава. Изпълнява функцията на властнически държавен съвет по управление на най-важните държавни дела.

## Инструментариум
- Болярски етюд[неработеща препратка]
- Ролева игра „Болярски съвет“[неработеща препратка]